# Casa de Aragón

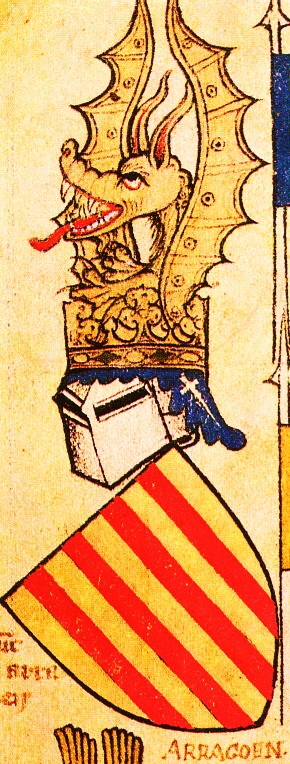

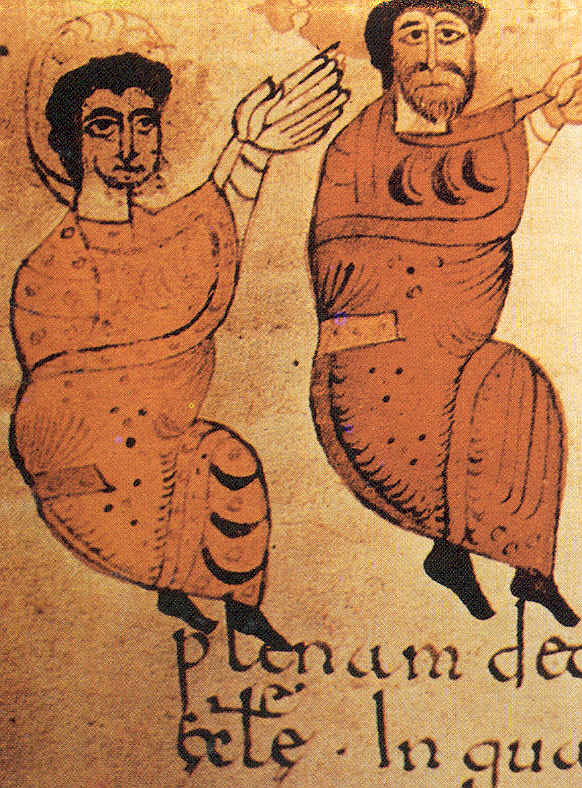
Miniatura de la primera mitad del siglo XII que representa, barbado, a Ramiro I de Aragón e imberbe a Sancho Ramírez, fundadores de la Casa de Aragón.

La Casa Real de Aragón fue la primera dinastía que ostentó el título de Reyes de Aragón. A lo largo de sus cinco siglos (XI-XVI) de vigencia gobernaron veintiún monarcas, manteniendo, en líneas generales, una cierta proyección mediterránea y una política de acercamiento a Francia y a otras grandes casas reales europeas.

## Orígenes
La actual región de Aragón vive, entre los siglos VIII y X una cierta autonomía que emana de su resistencia a los musulmanes. Se trata de una fase de transición de un protofeudalismo a un Estado feudal, y todos los enclaves de la zona mantienen dinastías propias, aunque frecuentemente enlazadas entre sí.
El origen de la Casa de Aragón está en Sancho III el Mayor (1004-1035), que tras un reinado esplendoroso en el que obtuvo gran número de territorios decidió dividirlos a su muerte entre sus hijos. Así, en 1035 dejaría a su hijo Ramiro el territorio de Aragón, que pasó a su descendiente Sancho Ramírez ya convertido en Reino.

## Etapas

Signum regis (firma real) de Alfonso II de Aragón, también empleada por otros reyes precedentes de la Casa de Aragón, como Pedro I de Aragón y Alfonso I el Batallador.

Las tres etapas, definidas por la historiografía actual, apuntan a tres momentos claves: los primeros pasos de la Casa, su asunción de la Casa de Barcelona y la inclusión en los Trastámara. En los tres momentos se seguiría manteniendo conciencia de Casa de Aragón.

### Casa de Aragón-Pamplona
En esta primera etapa reinan Ramiro I de Aragón, Sancho Ramírez de Aragón, Pedro I de Aragón, Alfonso I de Aragón, Ramiro II de Aragón y Petronila de Aragón, que casó con Ramón Berenguer IV el Santo, y en cierto sentido se ve como la línea marcada por Sancho III el Mayor, de acercamiento a grandes familias reales europeas, se mantiene.
Entre 1035 y 1164 se fragua una dinastía fuerte, pero de influencia únicamente en ámbito aragonés. Por ello, hay que prestar atención al último enlace de esta dinastía, entre Petronila y Ramón Berenguer IV de Barcelona. Esta unión propicia, a través de su sucesor, el paso a una nueva etapa, en la que los reyes de la Casa de Aragón gobernarían conjuntamente Aragón y el Condado de Barcelona.

### Casa de Aragón-Barcelona
Esta etapa está formada por diez reyes de Aragón, desde Alfonso II de Aragón (1164), pasando por Pedro II de Aragón, Jaime I de Aragón, Pedro III de Aragón, Alfonso III de Aragón, Jaime II de Aragón, Alfonso IV de Aragón, Pedro IV de Aragón, Juan I de Aragón, hasta Martín I de Aragón (muerto en 1410). A lo largo de esta etapa se estimuló y finalizó la reconquista, empezando por los macizos montañosos de Teruel y finalizando en Valencia en 1245.

Armas de Aragón y Sicilia.

En cualquier caso, a pesar del paso de los años los cuatro territorios de la Corona de Aragón: El Reino de  Aragón, el Reino de Mallorca (no siendo parte de la Corona de Aragón desde 1276 hasta 1343), el Reino de Valencia y el Condado de Barcelona, siguieron conservando sus identidades. El reinado de Pedro III (1276-1285) es de importancia capital para la proyección mediterránea de la Casa, dados sus intereses en Sicilia. La muerte de Martín I sin sucesor hizo que, en 1412, se eligiese en el Compromiso de Caspe a Fernando I de Antequera como rey. Así, se implantó la Casa de Trastámara en la Corona de Aragón.

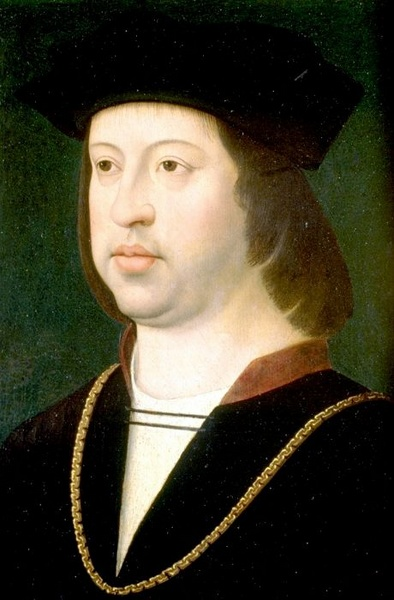
Fernando II de Aragón, el Católico.

### Casa de Aragón-Trastámara
La última etapa de la casa de Aragón tiene los siguientes monarcas: Fernando I de Aragón, Alfonso V de Aragón, Juan II de Aragón y Fernando II de Aragón (Fernando el Católico).  En este sentido, la unión de Fernando con Isabel I de Castilla supuso la unión de Castilla y Aragón. La hija de ambos, popularmente conocida como Juana la Loca, a través de un matrimonio con Felipe de Habsburgo, llamado «el Hermoso», dio paso a la implantación de una nueva Casa Real en Aragón, los Austrias, poniendo fin definitivamente a una conciencia de Casa de Aragón que sí se había mantenido en época Trastámara.

## Ramas menores
Con origen en la casa real surgieron otras ramas menores de la casa de Aragón, como la rama de los duques de Villahermosa y condes de Luna y rama de los duques de Montalto.